# Psylla
Psylle
Pour les articles homonymes, voir Psylle.
Genre
Psylla, du grec psulla signifiant puce, est un genre d'insectes suceurs appartenant à l'ordre des hémiptères et à la famille des Psyllidae. Il en existe une dizaine d'espèces ayant chacune son hôte privilégié.
Ces insectes, voisins des pucerons, sont communément nommés des « psylles ». Ils font partie des animaux considérés par les humains comme « nuisibles » ou « ravageurs », car ils affaiblissent les plantes en se nourrissant de leur sève. De plus, ce sont des vecteurs de maladies. Hormis les espèces qui appartiennent au genre Psylla, les psylles sont classées dans des genres voisins de Psyllidae, tels que les Cacopsylla qui regroupent la majorité des psylles nuisibles aux arbres fruitiers, ou bien dans d'autres familles de la super-famille des Psylloidea.

## Description
Les psylles mesurent de 1,5 à 6 mm et ont une forme massive, ramassée ressemblant à de minuscules cigales aux antennes plus longues, à tête large avec antennes fines de 10 articles.
Ils ont 2 lobes céphaliques saillants frontaux (cônes frontaux très développés chez le Psylle du frêne).
Ils disposent de 3 ocelles et 2 gros yeux latéraux très saillants chez certaines espèces.
Leur rostre robuste, souple s'étend entre les pattes intermédiaires.
Le thorax très développé est massif et ramassé.
Ils ont des ailes membraneuses inégales : ailes antérieures à nervation simplifiée mais marquée ; ailes postérieures plus petites et nervation réduite.
Ils sont très actifs, se déplaçant par sauts (fémurs postérieurs renflés) et vols brefs.

## Reproduction
Les larves, ovales, plates, avec des filaments de cire à l'extrémité postérieure, se développent en 5 stades, au fur et à mesure desquels le nombre des articles des antennes (2 au départ) s'accroît et les ébauches alaires deviennent de plus en plus visibles.
Les psylles produisent un abondant miellat.

## Classification
Ce genre a été décrit en 1762 par l'entomologiste français Geoffroy (1725-1810). Psylla alni (Linné, 1758) est l'espèce type du genre Psylla.
Selon Catalogue of Life (31 décembre 2017) :
- Psylla aceris Loginova, 1964
- Psylla aili Yang & Li, 1984
- Psylla alni (Linné, 1758)
- Psylla alnicola Li, 1992
- Psylla alnifasciata Li, 2011
- Psylla alniformosanaesuga Lauterer, Yang & Fang, 1988
- Psylla alpina Foerster, 1848
- Psylla ancylocaula Li, 2011
- Psylla aranetae Miyatake, 1972
- Psylla arisana Kuwayama, 1908
- Psylla aurea Li, 2011
- Psylla aureicapita Li, 2011
- Psylla bakeri Crawford, 1919
- Psylla baphicacanthi Yang, 1984
- Psylla betulae (Linné, 1758)
- Psylla betulaenanae Ossiannilsson, 1970
- Psylla betulibetuliae Li, 2011
- Psylla borealis Horvath, 1908
- Psylla buxi (Linné, 1758)
- Psylla capricornis Li, 2005
- Psylla carpinicola Crawford, 1914
- Psylla caudata Crawford, 1914
- Psylla cedrelae Kieffer, 1905
- Psylla chaenomelei Yang & Li, 1984
- Psylla changli Yang & Li, 1981
- Psylla chujoi Miyatake, 1982
- Psylla colorada Crawford, 1917
- Psylla compta Crawford, 1919
- Psylla cordata Tamanini, 1977
- Psylla cotoneastericola Li, 2005
- Psylla crenata Crawford, 1917
- Psylla cunashiri Konovalova, 1981
- Psylla curticapita Li, 2011
- Psylla deflua Yang, 1984
- Psylla dianli Yang & Li, 1984
- Psylla distincta Pettey, 1933
- Psylla eastopi Mathur, 1975
- Psylla eriobotryacola Yang, 1984
- Psylla eriobotryae Yang, 1984
- Psylla floccosa Patch, 1909
- Psylla formosana Yang, 1984
- Psylla fumosa Crawford, 1919
- Psylla fusca (Zetterstedt, 1828)
- Psylla fuscinodulus Enderlein, 1918
- Psylla grata Yang, 1984
- Psylla hippophae Li, 2011
- Psylla huabeialnia Li, 2011
- Psylla hyalina Mathur, 1975
- Psylla ignescens Li & Yang, 1984
- Psylla ileicis Li, 2011
- Psylla indica (Yang, 1984)
- Psylla indicata Yang, 1984
- Psylla infesta Yang, 1984
- Psylla ingae Tuthill, 1959
- Psylla juiliensis Yang, 1984
- Psylla kilimandjaroensis Enderlein, 1910
- Psylla kotejai Drohojowska & Klimaszewski, 2006
- Psylla lanceolata Yang, 1984
- Psylla leprosa Crawford, 1919
- Psylla litchi Giard, 1893
- Psylla liuheica Li, 2011
- Psylla longicauda Konovalova, 1986
- Psylla longigena Mathur, 1975
- Psylla loranthi Capener, 1973
- Psylla magnifera Kuwayama, 1908
- Psylla mala Yang, 1984
- Psylla mecoura Li, 2011
- Psylla minima Konovalova, 1979
- Psylla minutiforma Caldwell, 1944
- Psylla montanica Gegechkori, 1981
- Psylla morimotoi Miyatake, 1963
- Psylla muiri Crawford, 1919
- Psylla multipunctata Miyatake, 1964
- Psylla murrayi Mathur, 1975
- Psylla neolitseae Miyatake, 1981
- Psylla nigella Konovalova, 1979
- Psylla obliqua (Thomson, 1877)
- Psylla oblonga Mathur, 1975
- Psylla octomaculata Konovalova, 1980
- Psylla omogoensis Miyatake, 1963
- Psylla opulenta Yang, 1984
- Psylla pamirica Baeva, 1966
- Psylla picciconica Li, 2011
- Psylla plagiosticta Li, 2011
- Psylla praevia Loginova, 1964
- Psylla pulla Yang, 1984
- Psylla quianli Yang & Li, 1984
- Psylla ribicola Loginova, 1964
- Psylla rigida Yang, 1984
- Psylla rubescens Li & Yang, 1984
- Psylla sanguinea (Provancher, 1872)
- Psylla santali Mathur, 1975
- Psylla sarcospermae (Li, 2011)
- Psylla sibirica Loginova, 1966
- Psylla simaoli Yang & Li, 1984
- Psylla simlae Crawford, 1912
- Psylla spadica Kuwayama, 1908
- Psylla stranvaesiae Yang, 1984
- Psylla sulcata Mathur, 1973
- Psylla tayulinensis Yang, 1984
- Psylla tetrapanaxae Yang, 1984
- Psylla torrida Crawford, 1914
- Psylla unica Bajeva, 1978
- Psylla viccifoliae Yang & Li, 1984
- Psylla viridescens (Provancher, 1872)
- Psylla vulpis Loginova, 1964
- Psylla winkleri Rübsaamen, 1910
- Psylla yasumatsui Miyatake, 1963
- Psylla yunli Yang & Li, 1984
- Psylla ziozankeana Kuwayama, 1908

Selon NCBI (31 décembre 2017) :
- Psylla alni (Linnaeus, 1758)
- Psylla alniformosanaesuga (Yang, 1984)
- Psylla buxi (Linnaeus 1758)
- Psylla lanceolata Yang, 1984

## Noms français et noms scientifiques correspondants
Liste alphabétique de noms vulgaires ou de noms vernaculaires attestés en français.

Note : certaines espèces ont plusieurs noms et figurent donc plusieurs fois dans cette liste. Les classifications évoluant encore, certains noms scientifiques ont peut-être un autre synonyme valide.
Le terme est un substantif masculin ou féminin. On peut donc dire le ou la psylle.
- psylle de l'aulne - Psylla alni
- psylle du bouleau - Psylla betulae
- psylle du buis - Psylla buxi
- psylle du tilleul - Psylla cordata
- psylle commune du poirier - Psylla pyri

### Utilisation en médecine antique
Dans "Vies des douze César" (Vie d'Auguste, chapitre VIII), Suétone mentionne : « Auguste désirait ardemment réserver Cléopâtre pour son triomphe ; et, comme on croyait qu'elle avait été mordue par un aspic, il fit venir des psylles ».[réf. souhaitée]